# Colocasia alba
Colocasia alba är en fjärilsart som beskrevs av Derenne 1926. Colocasia alba ingår i släktet Colocasia och familjen Pantheidae. Inga underarter finns listade i Catalogue of Life.